# Ortal (Sängerin)
Ortal (* 1978 in Israel als Marie Ortal Malka) ist eine französische Sängerin und Teilnehmerin des Eurovision Song Contest 2005.

## Leben und Wirken
Sie begann das Singen mit 16 Jahren und trat in Bars und Restaurants auf. Ab dem Jahr 2000 lebte sie für zwei Jahre in Spanien und schloss sich dort der Combo Gipsy Sound an. Als größtenteils unbekannte Sängerin vertrat sie Frankreich beim Eurovision Song Contest 2005 in Kiew mit dem orientalisch angehauchten R&B-Song Chacun pense à soi (dt.: Jeder denkt an sich), mit dem sie nur den 23. und somit vorletzten Platz erreichte.
Nach dieser Zeit sang sie hebräische Lieder ein, die sie in geringer Stückzahl pressen ließ.
Im Juli 2019 meldete sich Ortal mit der Single Tu s'ras pas déçu zurück.